# Березина (притока Дніпра)
Березина́ чи Бере́зина (біл. Бярэ́зіна вимовляється [bʲaˈrɛzʲinɐ]) — річка в Білорусі, права притока Дніпра, одна з найбільших річок Білорусі.

## Географія
Березина бере початок в болотистій місцевості на північному сході Мінської височини в Березинському заповіднику поблизу міста Докшиці на півночі Білорусі.
Березина далі протікає Центральноберезинською рівниною в південному напрямку по заболоченій лісистій місцевості, має заплаву шириною 1,5—9 км, береги низькі. Основне живлення за рахунок ґрунтових вод — 60 % річного стоку, снігове живлення — 31 — 35 %, дощове — менше 10 %. На Березині розташовані міста Борисов, Бобруйськ і Світлогорськ.
На захід від Гомеля Березина впадає до Дніпра. Середньорічна витрата води в гирлі 145 м³/сек.
Пересічна річна витрата води 132 м³/сек. Протягом грудня — березня вкрита льодом. Води Березини мало мінералізовані. Судноплавна протягом близько 500 км, входить до складу Березинської водної системи, що з'єднує басейни Дніпра та Західної Двіни.

## Притоки
Головні притоки річки:
- праві: Гайна, Жердянка, Пліса, Уша, Уса, Свіслоч.
- ліві: Сергуч, Бобр, Кльова, Ольса, Ола

На річці Свіслоч розташована столиця Білорусі — Мінськ.

## Історія
Історичну популярність Березина знайшла завдяки Битві на Березині, де під час згубної для відступаючих французів переправи 26-28 листопада 1812 року були розбиті рештки армії Наполеона, а в 1944 — основні сили німецького угруповання «Центр».
27 серпня 1514 року литовськими військами великого князя Сигізмунда I під керівництвом Івана Сапіги під час переправи на лівий берег річки Березина розбили кілька передових полків московської армії Василя III.